# Zičiho palác
Zičiho palác nebo Zichyho palác je městský šlechtický palác na Ventúrské ulici č. 9 v Bratislavě. 

## Historie
Palác byl dokončen v roce 1775 pro hraběte Františka Zichyho. Vyniká elegantní přísné klasicistní fasádou, jeho vnitřek je původně gotický. 
V 80. letech 20. století rekonstruován. V současnosti se zde konají svatební obřady a koncerty.
Palác má rozlehlé nádvoří, uprostřed je kašna a socha lva s otevřenými ústy.